# Маска Красной смерти (мультфильм, 1969)
«Маска Красной Смерти» (хорв. Maska crvene smrti) — короткометражный анимационный фильм 1969 года Павао Шталтера, также выступившего в качестве его главного аниматора и художника, и Бранко Ранитовича, выпущенный компанией «Загреб-фильм». Мультфильм является экранизацией рассказа Эдгара Аллана По «Маска Красной смерти».

## Особенности
Особенностью «Маски Красной смерти» является использование анимации c текстурированными фигурами, которые в то время трудно было выполнить убедительно. Сами авторы свой мультфильм описали как смесь техники коллажа и анимационных картин. На его съёмки ушло два года.

## Критика
Кинокритик и историк Джанналберто Бендацци указал на «Маску Красной смерти» как на пример фильма, который действительно может вызывать у людей страх. Он высоко оценил художественные способности Шталтера и охарактеризовал фильм как вызывающий одновременно восхищение и возмущение. Некоторые критики улавливают в фильме Терри Гиллиама «Монти Пайтон и Священный Грааль» влияние хорватского мультфильма, в частности, указывая на охваченный чумой пейзаж. Кинокритик Ральф Стивенсон охарактеризовал его как «возможно, самую впечатляющую передачу призрачного мира По в мультипликационную среду».
Благодаря своим новшествам в использовании фона путём смешивания живописных текстур, коллажей и рисунков мультфильм был включён в антологию «Искусство в движении» (англ. Art in Movement). Хорватские кинокритики включили его в число 10 лучших хорватских короткометражных мультфильмов.